# Paul Font
Pas d'image ? Cliquez ici

a Compétitions nationales et continentales officielles uniquement.

Paul Font, né le 19 juin 1907 à Perpignan (Pyrénées-Orientales) et mort le 25 janvier 1994 dans la même ville, est un joueur français de rugby à XV et de rugby à XIII, évoluant au poste de centre des années 1920 à 1940.
Paul Font pratique le rugby à XV dans sa jeunesse dans le club de l'U.S Esperaza dans l'Aude. Il rejoint ensuite l'U.S. Quillan jusqu'en 1934. En 1934, l'arrivée du code de rugby à XIII amène de nombreux joueurs de rugby à XV à le rejoindre, Paul Font franchit le rubicon et s'engage à l'U.S. Lyon-Villeurbanne, remportant la  Coupe de France de 1935 sans toutefois disputer la finale. Il rejoint par la suite le R.C. Albigeois. Après la Seconde Guerre mondiale, il finit sa carrière sportive en rugby à XV et joue au C.A.O. Esperaza au côté de Joseph Desclaux.

## Biographie
Paul Font naît le 19 juin 1907 à Perpignan dans le département français des Pyrénées-Orientales.
Il meurt le 25 janvier 1994 à Perpignan dans le département français des Pyrénées-Orientales.

## Palmarès

### Rugby à XIII
- Collectif :
  - Vainqueur de la Coupe de France : 1935 (Lyon-Villeurbanne).